# Luanda (province)
Pour la ville, voir Luanda.
La province de Luanda est une province de l'Angola située au nord du pays, exclavée dans celle de Bengo, avec elle aussi un littoral sur l'Océan Atlantique.
Sa population dépasse les 5 millions d'habitants sur une surface de 2 257 km2. Sa capitale, Luanda, est aussi celle du pays en lui-même.
Elle est traversée par deux grandes rivières, Bengo et Kwanza, dont les cours s'étendent de la région jusqu'à l'océan ; elle est aussi composée de 9 municipalités :
- Cacuaco,
- Cazenga,
- Belas,
- Icolo e bengo,
- Quiçama,
- Rangel,
- Samba,
- Sambizanga,
- Viana.

## Climat et végétation
Cette province a un climat tropical chaud et sec, mais influencé par son bord de mer, avec une température moyenne de 25°C ; juillet et aout sont les mois les plus frais de l'année.
Dans les zones non urbaines, la végétation la plus commune se constitue d'herbe et de peu d'arbres (comme le baobab).

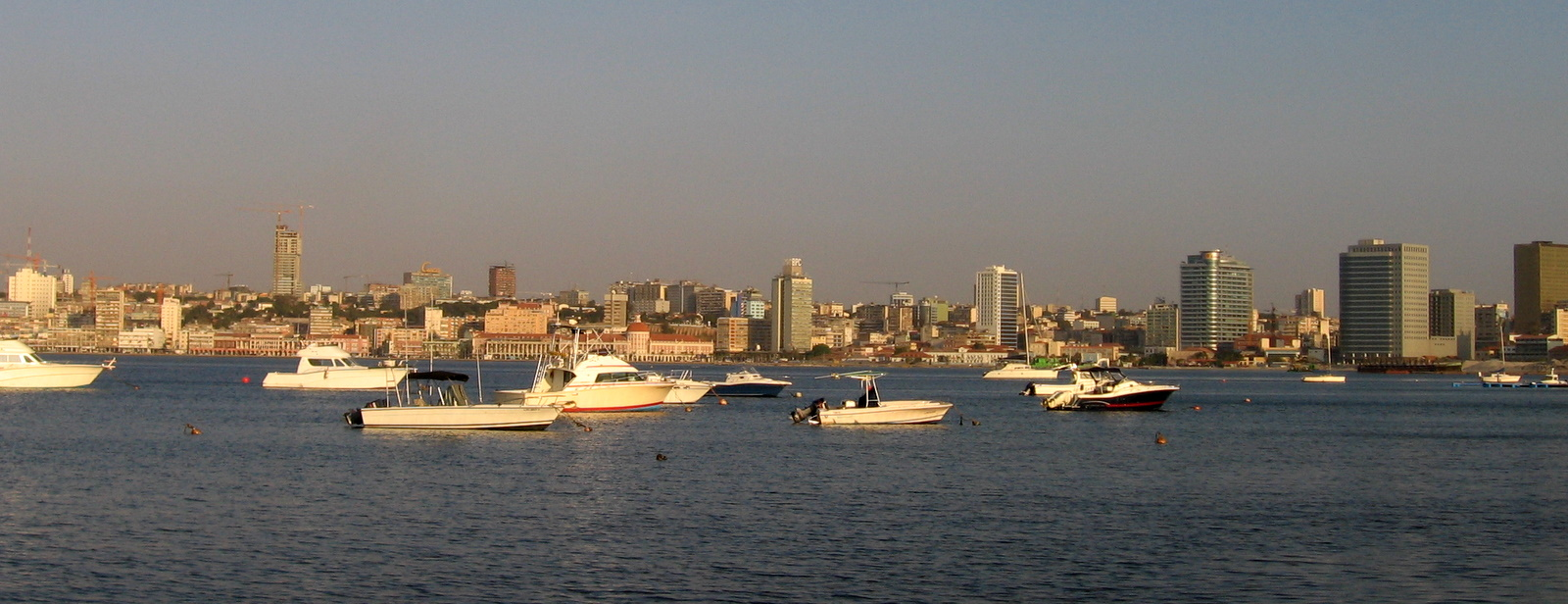
Baie de Luanda depuis l'île homonyme (Angola).